# ℓ
La lettre ℓ (ou minuscule l ronde) est un symbole traditionnel du litre.
En informatique, il est représenté par le standard Unicode U+2113 depuis la version Unicode 1.1.0 de juin 1993. Le même glyphe peut être obtenu en LaTeX avec la commande \ell qui donne {\displaystyle \ell }. C'est cependant la lettre minuscule latine l (Unicode 006C) qui est le symbole du Système international d'unités recommandé pour représenter le litre.
Ce ℓ cursif est néanmoins utilisé dans certains pays comme symbole du litre. Dans cette utilisation, il permet d'éviter la confusion avec le chiffre 1, tout comme le permet l'emploi de la lettre L majuscule.

## Référence
1. 1 2 3  (en) « Letterlike Symbols », Unicode 11.0, 2018, p. 3, sur le site Unicode consortium [PDF].
2. ↑  Michel Dubesset, Le Manuel du Système international d'unités : lexique et conversions, Paris, éditions Technip, 2000, 169 p.  (ISBN 978-2710807629), p. 82.
3. ↑  Louis Jourdan, La Grande métrication, Nice, France Europe éditions, 2002, 211 p.  (ISBN 978-2913197749), p. 110.